# Postareal Böblingen
Das Postareal Böblingen ist ein gemischtes Quartier, das Wohnen, Arbeiten und Ausgehen vereinen soll und auf dem Gelände des alten Postgebäudes in Böblingen entstehen soll. Die bestehende Bebauung soll ab Ende 2024 abgerissen werden, geplanter Baubeginn ist 2025. 
Nach einem internationalen Wettbewerb wird der Neubau von dem Architekturbüro Gutiérrez – De la Fuente Arquitectos in Zusammenarbeit mit der UTA Architekten und Stadtplaner geplant. Deren Siegerentwurf sieht drei Baukörper vor, die unterschiedlich dimensioniert sind, wobei zum Bahnhof hin ein 20-geschossiges Hochhaus einen wesentlichen Akzent im Bahnhofviertel setzen soll. Das Projekt wird im Rahmen der Internationalen Bauausstellung 2027 StadtRegion Stuttgart gefördert.

## Lage
Das Postareal befindet sich in der Böblinger Unteren Stadt zwischen dem historischen Zentrum und dem neuen Wohn- und Gewerbegebiet Flugfeld. Es liegt an der Bahnhofstraße, der verkehrsfreien Einkaufsstraße Böblingens, und ist eingerahmt vom Bahnhof Böblingen sowie einem Einkaufszentrum. Es grenzt an die neu gebauten Wohngebiete im City-Carré und der Unteren Stadt. 
Böblingen liegt südwestlich von Stuttgart, ist verkehrsmäßig gut erschlossen und bildet mit dem benachbarten Sindelfingen einen durchgehenden Siedlungsraum. Das Leben im Großraum Böblingen/Sindelfingen ist durch die Firma Daimler-Benz, deren Zulieferer und mehreren international agierenden High-Tech-Firmen geprägt.

## Geschichte
Nachdem die Post ihren angestammten Bau aus den Siebziger-Jahren in der Bahnhofstraße verlassen hatte, entstand hier ein frei bebaubarer Raum von etwa 6200 m². Die Böblinger Baugesellschaft (BBG) hat die „Postareal“ genannte Immobilie erworben, um dort ein mischgenutztes Quartier zu erstellen. Dieses Bauvorhaben wurde am 27. Juli 2020 als eines der ersten IBA’27 Projekte ausgewählt.  Schon einen Monat später wurden erste Veranstaltungen zur Beteiligung der Böblinger Bürger und Bürgerinnen organisiert, bei denen sich die Bevölkerung digital oder vor Ort in die Planungsphase einbringen konnte. In diesem Zusammenhang wurden Bürgervertreter gewählt, die mit Stimmrecht das Projekt begleiten sollen.
Ein internationaler Architekturwettbewerb zur Bebauung des Postareals wurde noch im selben Jahr ausgeschrieben. Die Vorgabe des Bebauungsplans wurde bewusst offen formuliert. So wurde nur die Konzeption eines „neuen Stadtbausteins mit einem lebendigen, multifunktionalen Gebäudeensemble für die Stadtgesellschaft“ gefordert, die einen Wohnanteil von 60 % haben solle. Insgesamt 45 Architekturbüros aus Deutschland, Polen, Österreich, Vietnam, den Niederlanden und den USA hatten sich an dem anonymen Realisierungswettbewerb beteiligt. Mit großer Mehrheit entschied sich das Preisgericht für den Entwurf des Madrider Büros Gutiérrez – De la Fuente Arquitectos SLP, das mit der Stuttgarter UTA Architekten und Stadtplaner GmbH kooperierte.
Der Abriss der alten Gebäude auf dem Postareal soll Ende 2024 beginnen, so dass 2025 mit den Neubauten begonnen werden kann.

## Bedeutung
Die Bebauung des Postareals Böblingen wurde als IBA’27 Projekt ausgewählt, da das Grundstück eine zentrale Rolle zur Aufwertung des Böblinger Stadtzentrums spielen kann. 2020 wurde das Areal ausschließlich gewerblich genutzt. Mit der IBA’27 sollte hier im Austausch mit der Böblinger Stadtgesellschaft ein hochverdichteter Stadtbaustein mit vielfältigen Nutzungen entstehen. Ein offener internationaler städtebaulicher Wettbewerb sollte die architektonische Möglichkeiten ausloten.

## Architektur
Der Entwurf der Madrider/Stuttgarter Architektenkooperation sieht die Errichtung von drei Baukörpern vor. Die geplanten Gebäude haben unterschiedliche Ausmaße, wobei das zum Bahnhof hin ausgerichtete, 20-geschossige und etwa 60 Meter hohe Hochhaus einen wesentlichen Akzent setzen soll. Flankiert durch Bäume und Grün öffnen neue Wegeverbindungen das Areal. Der bestehende Bahnhofsvorplatz soll zur Bahnhofstraße hin erweitert werden, so dass ein großzügigen Platz mit Bäumen und Brunnen entsteht. Auf jedem der drei Gebäude ist ein gemeinschaftlicher Dachgarten vorgesehen. In den unteren Stockwerken sollen kleine gewerbliche Einheiten untergebracht werden, wie z. B. Gastronomie oder Cafés und Läden, ein Mobilitätspunkt, kleine Produktionsbetriebe sowie Co-Working-Spaces. Darüber sind Wohnungen für unterschiedliche Bedürfnisse und Lebenslagen geplant, von klassischen Wohnungen über Clusterwohnungen und temporäres Wohnen in Mikroappartements bis hin zu Wohnungen für „Kreative“, die Leben und Arbeiten zusammenführen wollen. Über alle Gebäude sind kleinteilige Gemeinschaftsräume verteilt wie beispielsweise Gemeinschaftsküchen, Arbeitsbereiche oder Bibliotheken, ergänzt um öffentliche Nutzungen.

### Mobilität
Der Entwurf soll von der unmittelbaren Anbindung an den Bahnhof profitieren. So soll die Anzahl der Parkplätze signifikant reduziert werden, wodurch ein wichtiger Beitrag zum Umweltschutz und zur verantwortungsbewussten Mobilität geleistet werden kann. Stellplätze für PKW werden in der Tiefgarage angesiedelt, um die urbanen Freiflächen den Menschen zu lassen. Die Tiefgarage liegt ausschließlich unter den Baukörpern, wodurch die Versickerung des Regenwassers und eine klimaaktive intensive Begrünung möglich ist.

### Bauweise
Der Kern der Gebäude besteht aus einem Grundgerüst, das flexible Anpassungen auf zukünftige Entwicklungen ermöglichen soll. Außer den Kernen wird die Gebäudestruktur aus einem flexiblen Holzstützenraster gebildet. Die beiden Hochhäuser sind ab dem verbindenden Sockel in Stahlbetonbauweise als Holz-Beton-Hybridkonstruktion konzipiert, in dem recycelter Beton des alten Postgebäudes Verwendung findet. Die umlaufende Vordachzone besteht aus einer Betonplatte die mit wärmedämmenden Isokörben in die Holz-Beton-Verbunddecken eingespannt werden. Der geplante ressourcenschonende Bau der Gebäude geht mit natürlichen Materialien wie Holz und Lehm sowie den Bepflanzungen auf die lokalen Rahmenbedingungen ein. Sie erzeugen durch unterschiedliche gestalterische Lösungen die angestrebte Varianz an Räumen. Extensive Begrünung, Regenwassernutzung und Wasserflächen in Verbindung mit Durchlüftung im Außenraum sollen positiven Beitrag zum Mikroklima des Quartiers leisten.

### Heizung, Lüftung, Klima
In den Gebäuden wird eine passive Energie- und Ressourcennutzung verfolgt. Nur bei erhöhtem Bedarf sind aktive Komponenten zur Kühlung und Belüftung vorgesehen. Effizienter baulicher Sonnenschutz sorgen in Kombination mit der Verglasungsqualität und den Blendschutzen sowie der thermischen Speichermasse und der Nachtauskühlung für den sommerlichen Wärmeschutz. Weitere passive Kühlmöglichkeiten werden über Deckenlüfter geboten. Die Raumheizung und gegebenenfalls aktive Kühlung erfolgt bevorzugt mittels Strahlungsaustausch. Die Energieversorgung soll über ein internes Wärmenetz abgedeckt werden, wobei Synergien zwischen Wärmebedarf und Kühlung mittels Wärmepumpen ausgenutzt werden sollen. Als erneuerbare Energiequelle wird eine geothermische Lösung favorisiert und auf den Dächern sind aufgeständerte Photovoltaikkollektoren vorgesehen, die mit extensiver Begrünung kombiniert sein sollen.